# 圣阿娜斯塔西
圣阿娜斯塔西（法語：Sainte-Anastasie，發音：[sɛ̃t anastazi]）是法国加尔省的一个市镇，属于尼姆区。

## 地理
圣阿娜斯塔西（43°56'7"N, 4°19'18"E）面积43.64 平方千米，位于法国奧克西塔尼大區加尔省，该省份为法国南部沿海省份，南端濒地中海，北起顺时针与阿尔代什省、沃克吕兹省、罗讷河口省、埃罗省、阿韦龙省和洛泽尔省接壤。
与圣阿娜斯塔西接壤的市镇（或旧市镇、城区）包括：布洛扎克、布尔迪克、迪永斯、加里格-圣厄拉利、尼姆、普尔斯、圣沙普特、萨尼亚克-萨格列斯。
圣阿娜斯塔西的时区为UTC+01:00、UTC+02:00（夏令时）。

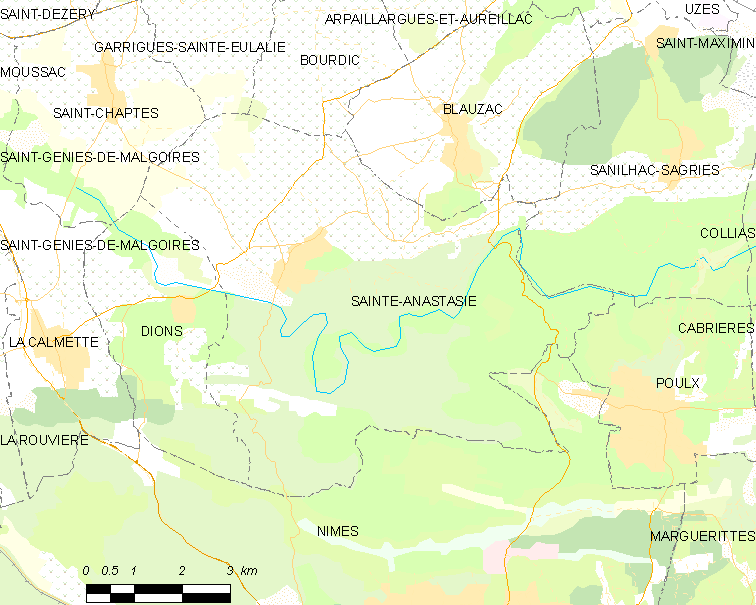
圣阿娜斯塔西的OSM定位图

## 行政
圣阿娜斯塔西的邮政编码为30190，INSEE市镇编码为30228。

## 政治
圣阿娜斯塔西所属的省级选区为于泽斯县。

## 人口

1962-2008年间圣阿娜斯塔西人口变化图示

圣阿娜斯塔西于2022年1月1日时的人口数量为1744人。